# ماري إم كوهين
ماري إم كوهين (الاسم القلمي كورالي؛ 26 فبراير، 1854- 2 يوليو، 1911) خبيرة اقتصادية اجتماعية أمريكية، وصحفية وأديبة، ومربية وعاملة صحة مجتمعية ومن النسويات البدئيات. كانت أيضًا فنانة، ونحاتة خشب وكاتبة مختزلة، وعاملة طباعة ومعلمة ناجحة.

## بداية حياتها وتعليمها
ولدت ماري ماتيلدا كوهين في فيلاديلفيا، بنسلفانيا، في 26 فبراير، 1854. كانت الابنة الثانية لهنري وماتيلدا كوهين، عائلة يهودية بارزة. ولد هنري كوهين في لندن، إنجلترا عام 1810، وجاء إلى الولايات المتحدة في عام 1844 ودخل في العمل التجاري في فيلاديلفيا حيث توفي في عام 1879. ارتبط بالعديد من الجمعيات الخيرية اليهودية وغير الطائفية. ولدت السيدة كوهين في ليفربول، إنجلترا. كانت مشهورة بأعمالها الخيرية.
درست ابنتها ماري في مدرسة مس آن ديكسون الخاصة في فيلاديلفيا حتى أصبحت في سن الرابعة عشر، وتعلمت الفرنسية والإنجليزية واللاتينية والرسم ثم التحقت بمدرسة مس كاثرين ليمان، حيث أكملت دراستها. بعد انتهائها من المدرسة، درست الأدب تحت إشراف البروفيسور تشيس، ودرست الألمانية لمدة ثلاث سنوات. علمتها والدتها الموسيقى منذ سن السابعة إلى أن أصبحت مستعدة للتعلم من الأساتذة. بدأت بكتابة قصص قصيرة عندما كانت في سن الثالثة عشر.

## حياتها المهنية

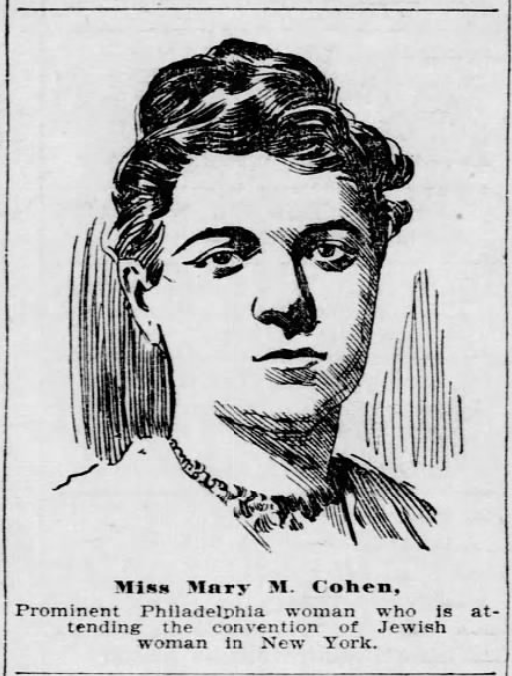
ماري إم كوهين (رسم تخطيطي لعام 1896) المصدر: فيلادلفيا إنكوايرر، فيلادلفيا، بنسلفانيا · الثلاثاء، ١٧ نوفمبر، ١٨٩٦، الصفحة ١.

صدرت أول مقالة مطبوعة لها بعنوان «نزعة الدين إلى الابتهاج»، في الدليل اليهودي، وأصبحت لاحقًا مساهمة بارزة في المجلات الدينية الدورية، المسيحة منها واليهودية، وكتبت تحت الاسم القلمي «كورالي». قامت بتحرير تصاميم لنساء ورجال مشهورين ليتم نشرها؛ وتعاملت مع الأدب العام من خلال النثر والشعر، والقضايا المتعلقة بالميدان اليهودي بنفس الكفاءة؛ شاركت بمقالات حول حالة وأهمية الأدوار التي يقوم بها العبرانيون والعبرانيات، إلى جانب قصص ومراجعات لصحف دينية يهودية وعلمانية ومسيحية في مدن متنوعة. كان من بين هذه الكتابات «اليهود الأرثوذوكس واليهود الإصلاحيون»؛ و«الكنيس والمرأة اليهودية»؛ وقصيدة تكريم للسيد موسى مونتفيوري؛ و«تأثير الإيمان»؛ و«المرأة العبرية»؛ و«الفتيات اليهوديات العاملات»؛ ودراسات لقصائد روبرت براونينغ، من بينها قصيدة «الحاخام بين إزرا»، و«شاوول»، و«جوشانان ها كاودوش» (المقدس)؛ و«مس هاتي»؛ و«كتاب ساعدني»، وهو مراجعة لكتاب «قصة آفيس» لكاتبته إليزابيث ستيورات فيلبس وارد؛ وبحث عن كتابات إيما لازاروس. قرأت كوهين في مؤتمر النساء العبريات، الذي أقيم في شيكاغو خلال المعرض الكولومبي العالمي، عام 1893، بحثها عن «أثر الدين اليهودي في المنزل»؛ وبحثها الآخر عن «ما فعلته اليهودية من أجل التحرر اللاهوتي للمرأة»، أمام مؤتمر الموحدين في شيكاغو خلال المعرض نفسه. حررت أيضًا «مذكرات ورسائل لويزا بي. هارت» إلى جانب مذكرات الآنسة هارت.
زارت أوروبا ثلاث مرات وشغلت عددًا من المناصب المسؤولة في مختلف الجمعيات الخيرية. عملت كوهين كرئيسة لنادي براونينغ في فيلاديلفيا، الذي كانت قد أسسته، وأمينة جمعية النشر اليهودية في أمريكا، وكمشرفة على مدرسة الأحد العبرية الجنوبية، ورئيسة الجمعية التي تدار المدارس تحت إشرافها، وعضوة في بعض نوادي الإعارة للأدب والفنون في فيلاديلفيا، كالنادي المعاصر، وجمعية فيرماونت بارك، وكعضوة في مجلس مدراء متحف بنسلفانيا ومدرسة الفنون الصناعية. عندما شكلت اللجنة التنفيذية لمفوضية المرأة المئوية نادي القرن الجديد، بعد إغلاق معرض عام 1876، أصبحت كوهين عضوةً فيها، وانتخبت لاحقًا عضوة في المجلس التنفيذي. كانت مسؤولة لمدة عام عن فصل الكتابة الذي نظمته رابطة القرن الجديد، وأشرفت لمدة ثلاث سنوات على فصل لقصائد براوننغ. في نوفمبر عام 1888، تطور ذلك الفصل ليصبح جمعية مستقلة، التي بلغ عدد أعضائها نحو 600 رجل وامرأة من فيلاديلفيا. كانت كوهين أيضًا عضوةً في جمعية العلوم الاجتماعية الأمريكية، التي تتبع لقسم الاقتصاد الاجتماعي.
في عام 1884، دعا القس الدكتور إتش إل ويلاند، أحد مدراء جمعية العلوم الاجتماعية الأمريكية، كوهين لتقدم إلى تلك المنظمة ورقة بحثية عن «الجمعيات الخيرية العبرية». قرأت الورقة مؤلفتها أمام المؤتمر الذي أقيم في ساراتوغا سبرينغس، نيويورك، 12 سبتمبر، 1884، وقوبلت بالترحيب وتمت مناقشتها ونشرها. في مناسبات أخرى، قرأت كوهين أوراق بحثية عن مواضيع شبيهة مثل «الشخصية كقوة محركة»؛ و«توازن القوة بين العمل الصناعي والفكري»؛ و«الاعتماد المتبادل بين الكليات النقدية والشعرية».
كان الملهم الديني لكوهين هو القس د. ساباتو موريس. اختيرت كوهين للعمل في لجنة فيلاديلفيا للمعرض الكولومبي، في قسم الاقتصاد الاجتماعي. عملت لصالح مدرسة الأحد العبرية؛ أولًا كمعلمة في فرعها الشمالي، ومن ثم مشرفة على مدرسة الأحد الجنوبية. قدمت أيضًا خدمات لاتحاد النساء الصغيرات ومؤسسات خيرية وتعليمية واجتماعية أخرى. كانت عضوة في اللجنة التنفيذية الأولى، وبعد ذلك السكرتيرة المراسلة لجمعية النشر اليهودية في أمريكا. كانت عضوةً في لجنة الدين التابعة للمجلس الوطني للنساء اليهوديات. توفيت في أتلانتيك سيتي، نيوجيرسي بتاريخ 2 يوليو، 1911.